# ایزا بارزیتزا
ایزا بارزیتزا (ایتالیایی: Isa Barzizza؛ زادهٔ ۲۲ نوامبر ۱۹۲۹) بازیگر و صداپیشه اهل ایتالیا است. 
از فیلم‌ها یا سریال‌های تلویریونی که وی در آن نقش داشته است، می‌توان به برای یک شب عاشقی، آدم و حوا، جزیره، پاینده‌باد ایتالیا، بر رنگین‌کمان می‌رقصیم و میلیاردر میلان اشاره کرد.